# Stina Larsson
Stina Maria Larsson, född 16 augusti 1977 i Lackalänga församling i Malmöhus län, är en svensk politiker (centerpartist). Hon är ordinarie riksdagsledamot sedan 2022 (dessförinnan tjänstgörande ersättare 2005 och 2020), invald för Skåne läns södra valkrets.
Larsson var tjänstgörande ersättare i riksdagen för Johan Linander 17 oktober – 23 december 2005 och Kristina Yngwe 7 april – 29 november 2020.
Larsson är gift med politikern Jan Andersson.